# Non-Intercourse Act

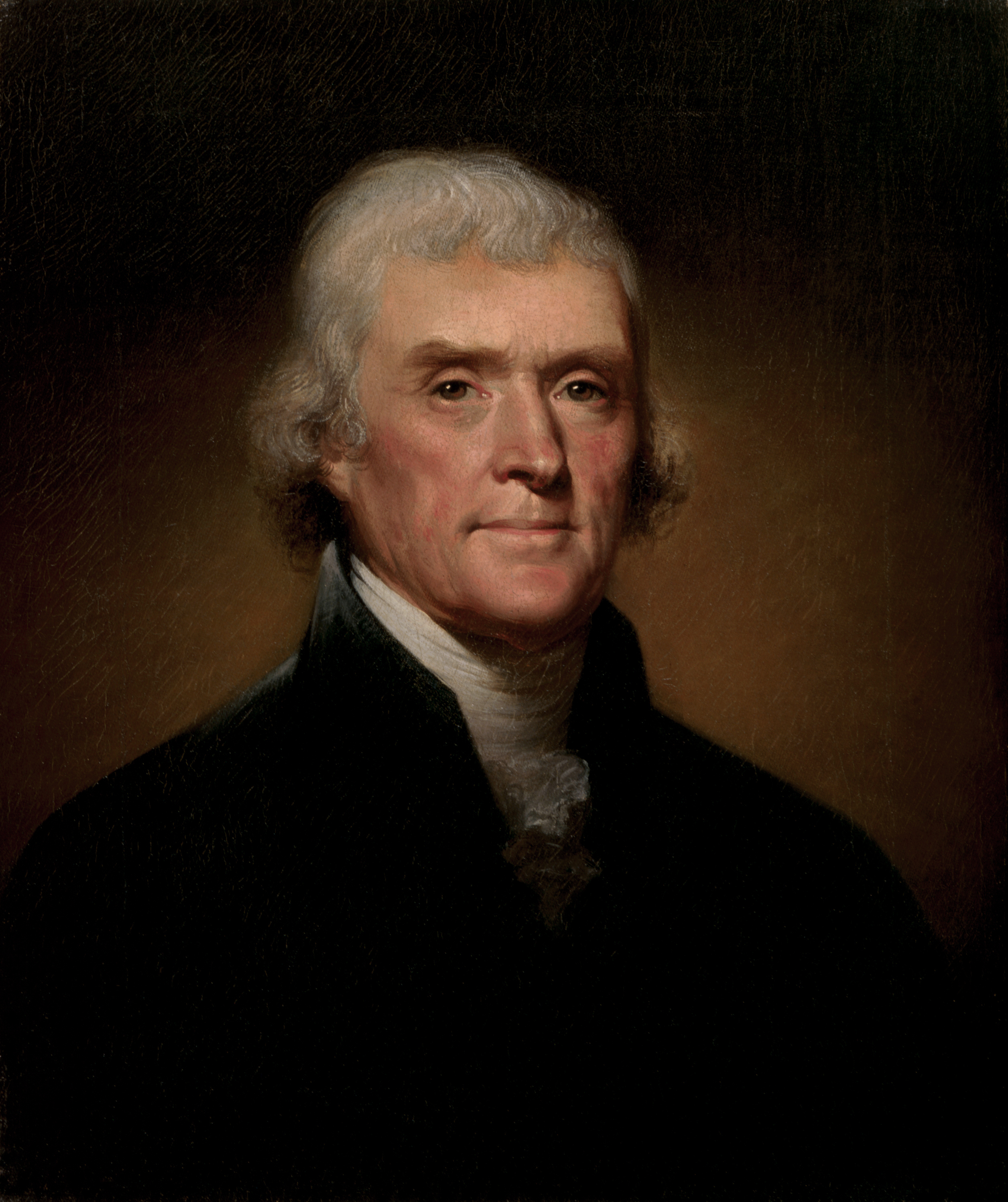
Thomas Jefferson.

De Non-Intercourse Act (Nederlands: Niet-Omgangswet) was een federale wet in de Verenigde Staten, ondertekend door president Thomas Jefferson in de laatste dagen van zijn presidentschap, op 1 maart 1809, die de Embargo Act van 1807 afschafte doch de economische sancties tegen het Verenigd Koninkrijk en Frankrijk wenste te behouden.
Alle handelsembargo's ten aanzien van Amerikaanse schepen, ingevoerd door de Embargo Act werden afgeschaft, met uitzondering van het embargo ten aanzien van schepen die Franse en Britse havens zouden aandoen. Het was immers de bedoeling van de Amerikaanse wetgever om de Britten en de Fransen te treffen, doch de eigen economie niet onnodig te belasten. Net zoals de Embargo Act van 1807 was ook de Non-Intercourse Act ineffectief en verhoogde ze de spanningen tussen de Verenigde Staten en het Verenigd Koninkrijk, wat zou leiden tot de Oorlog van 1812 enkele jaren later.
Hoewel ook deze wet negatieve gevolgen had voor de Amerikaanse economie, was deze tevens een stimulans voor de industrialisatie van de Verenigde Staten, daar goederen die niet uit het Verenigd Koninkrijk konden worden ingevoerd dan maar in eigen land dienden te worden vervaardigd.
In 1810 zou het Amerikaanse embargobeleid met het Tweede Macon-wetsvoorstel voor een tweede maal worden bijgestuurd.